# São Patrício
São Patrício is een gemeente in de Braziliaanse deelstaat Goiás. De gemeente telt 2.144 inwoners (schatting 2009).